# Parafia św. Mikołaja w Starym Samborze
Parafia św. Mikołaja w Starym Samborze – parafia znajdująca się w archidiecezji lwowskiej w dekanacie Sambor, na Ukrainie.
Przy parafii nie rezyduje obecnie żaden duchowny. Obsługiwana jest ona przez księdza z parafii Strzałkowice. Odprawiana jest tu w każdą niedzielę jedna msza święta w języku polskim.

## Historia
Źródła podają, że kościół w Starym Samborze istniał już w 1501 roku. Kolejną świątynię ufundowała prawdopodobnie królowa Bona Sforza. Odnowiono ją  kosztem króla Augusta III i w 1753 konsekrował ją bp przemyski Wacław Hieronim Sierakowski. W późniejszych czasach uległa ona zniszczeniu, aż w 1881 musiała zostać zamknięta. Budowę obecnego kościoła ukończono w 1903 roku i w tym samym roku został on konsekrowany.
Parafia należała do diecezji przemyskiej. W 1945 roku tereny te weszły w skład Ukraińskiej SRR. W czasach władzy sowieckiej kościół był zamknięty. W 1991 roku reatywowano archidiecezję lwowską.